# Florence May
Florence May (* 6. Februar 1845 in London; † 29. Juni 1923 ebenda) war eine englische Pianistin, Musikschriftstellerin und Komponistin.

## Leben und Werk
Florence May wurde zunächst von ihrem Vater Edward Collett May, einem Organisten, Klavier- und Gesangslehrer, sowie von einem Onkel, Organist und Klavierlehrer am Queen’s College, unterrichtet. 1871 reiste sie nach Lichtental bei Baden-Baden, um dort Klavierunterricht bei Clara Schumann zu nehmen. Während deren Abwesenheit von Juli bis Ende 1871 übernahm Johannes Brahms den Unterricht. May blieb bis 1873 in Deutschland und konzertierte dann mehrfach in London und weiteren englischen Städten. In der Folge setzte sie ihre Musikstudien (offenbar zunehmend im Fach Komposition) bei ihrem Vater, George Alexander Macfarren sowie später in Berlin bei Woldemar Bargiel fort. Zwischen 1883 und 1908 sind zudem weitere Konzertauftritte in England, außerdem in Wien (1890 und 1896) sowie in Berlin (1906) nachweisbar.
May war seit den 1880er-Jahren selbst als Klavierlehrerin tätig. Ihre 1905 in London erschienene 2-bändige Biographie The Life of Johannes Brahms bildet eine wichtige Quelle zum Leben dieses Komponisten. Unter den Kompositionen von Florence May finden sich unter anderem Three Mazurkas, die 1881 in London erschienen.